# ديفيد مورلي
البروفيسور ديفيد مورلي (بالإنجليزية: David Morle)‏ ـ (15 يونيو 1923 ـ 2 يوليو 2009) هو طبيب أطفال بريطاني، عمل أستاذًا فخريًا لصحة الطفل بمعهد صحة الطفل التابع لكلية لندن الجامعية. اهتم بتقديم الرعاية الطبية للأطفال في الدول النامية والمحرومة. حصل على جائزة الملك فيصل العالمية في الطب سنة 1982.